# Хурш, Багаудин
Багаудин (Бахаэддин) Хурш (пол. Bahaedin Hursz) или Багауддин Абдулаевич Хуршилов (28 мая 1891, Гуниб, Гунибский округ, Дагестанская область, Российская империя — 26 сентября 1946, Египет) — российский, северо-кавказский и польский военный деятель, активный участник антисоветского кавказского эмигрантского движения. Полковник Русской императорской армии и Генштаба Войска Польского. Участник Первой мировой, Гражданской, Советско-польской (1919—1921) и Германо-польской (1939) войн. В годы Второй мировой войны — военный деятель движения Армии Крайовой. Военный представитель Народной партии горцев Кавказа. Автор работ по военной истории Северного Кавказа. Публиковался под псевдонимом Эмир-Хассан (пол. Emir Hassan).

## Биография
По национальности — аварец, внук наиба имама Шамиля — Нурмухаммада Согратлинского по прозвищу «Хурш», что означает «шаркающий ногами». Родился в крепости Гуниб Дагестанской области Российской империи 28 мая 1891 года, в других источниках местом рождения указывается родовое село его предков Согратль. Отца звали Абдула.

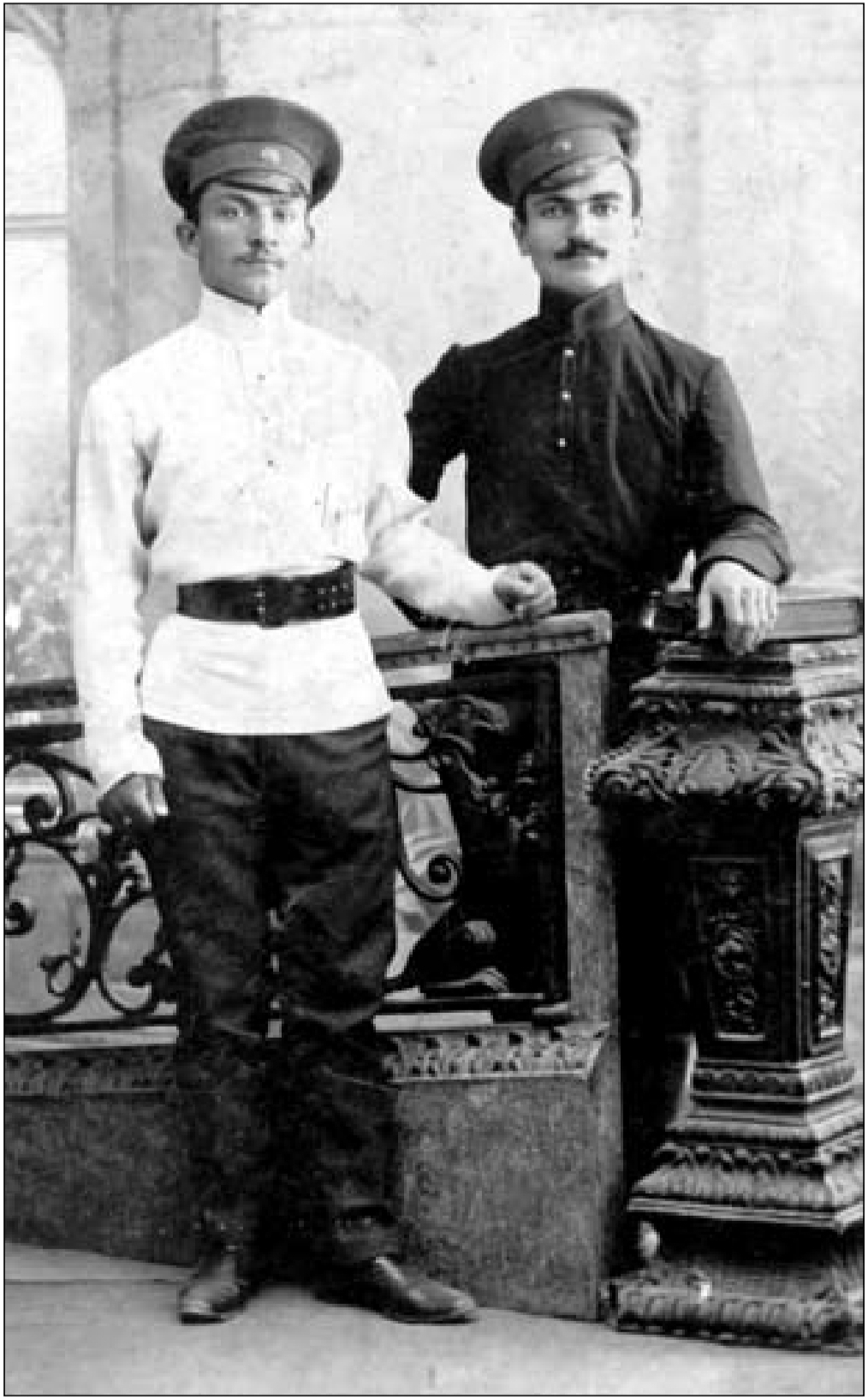
Студенты реального училища Даниял Мавраев и Багаудин Хуршилов (справа). Темир-Хан-Шура, 1910 год.
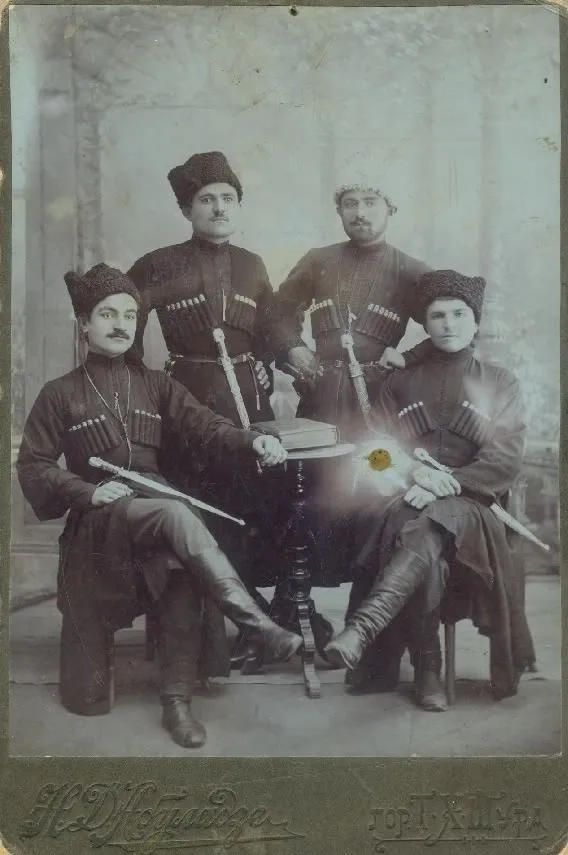
Фотограф И. Д. Абуладзе, Темир-Хан-Шура

В 1914 году окончил Елисаветградское кавалерийское училище. Участвовал в Первой мировой войне в составе Кавказской кавалерийской дивизии. Был назначен командиром эскадрона 16-го Тверского драгунского полка, затем — помощником командира полка дивизии. Дослужился до полковника и получил солдатский Георгиевский крест и золотую шашку.
После распада Российской империи был включён в руководство вооружённых сил Горской республики. Воевал во время Гражданской войны в Дагестане против большевиков, поддерживая Нух-бека Тарковского и шейха Узун-Хаджи. По приказу Нух-бека в сентябре 1918 года отряд Хурша захватил Унцукуль. В октябре 1918 года Хуршу поручили командование 1-м конным Чеченским полком. Проходил как свидетель в судебном деле Уллубия Буйнакского. В 1919 году до ликвидации в мае войсками Деникина Горской республики — командир 2-го конного Дагестанского полка.
В начале 1920 года продолжил борьбу с большевиками в составе Сводного полка Кавказской кавалерийской дивизии отряда генерала Бредова. Участвовал в Бредовском походе. Затем отбыл в Стамбул, где по просьбе польского генерала Вишневского, с которым он вместе учился, начал формирование добровольческих боевых групп северокавказских эмигрантов для участия в отражении вторжения большевистской России в Польшу. Собранные им 226 рядовых и 6 офицеров из числа северокавказцев и азербайджанцев были включены в Татарский кавалерийский полк имени Мустафы Ахматовича в составе Войска Польского. Хурш сам также перебрался в Польшу для участия в войне в составе полка, воевал в чине ротмистра. В августе 1920 года Татарский полк был расформирован, через месяц образовано новое подразделение — «Мусульманский дивизион», с Хуршем на посту командира, в октябре дивизион прибыл на фронт в распоряжение 18 пехотной дивизии Войска Польского. 1 ноября подразделение было переименовано в «Партизанский дивизион ротмистра Б. Хуршилова». В ноябре 1920 года в Риге начался мирный переговорный польско-советский процесс, в марте 1921 года был подписан договор и война закончилась.
Через несколько месяцев после завершения войны Хурш получил польское гражданство и продолжил военную карьеру. Имел также турецкое гражданство, проживал в Турции и Франции. С 1928 года жил в Варшаве, состоял в Народной партии горцев Кавказа, будучи её военным представителем. В 1930-е годы служил как офицер-контрактник в польской армии. В 1930 году получил звание подполковника. В 1930—1932 годах учился в Высшей Военной школе Главного штаба Польской армии. К 1938 году дослужился до полковника, служил заместителем командира в 30 Каневском стрелковом полку в Варшаве. Был назначен начальником Азиатского Бюро Второго отдела военной контрразведки Генштаба Войска Польского, занимался созданием шпионской сети на Кавказе и Ближнем Востоке.

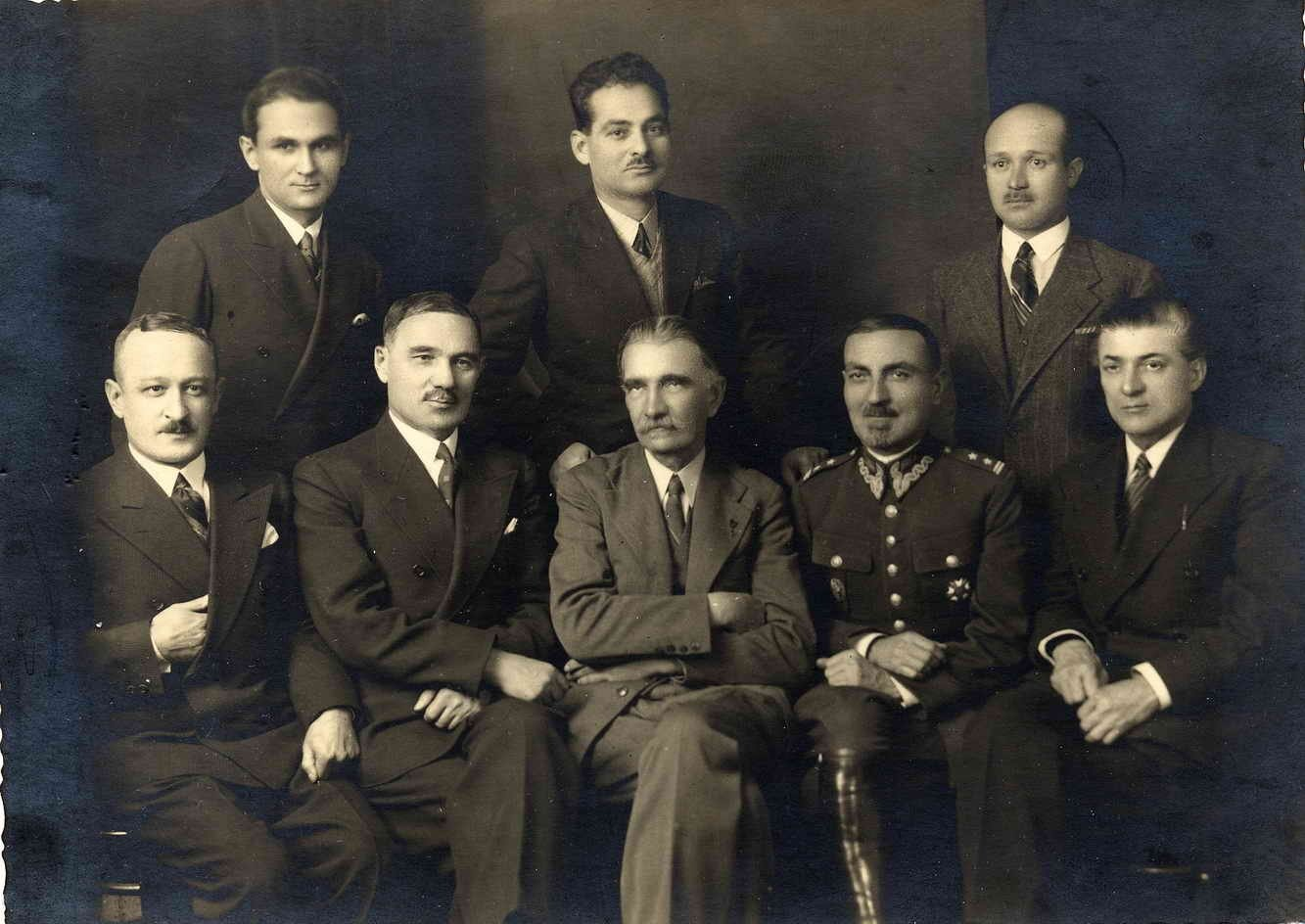
Члены Народной партии горцев Кавказа в Варшаве, 1933 г.
Стоят (слева): Бало Билатти, Барасби Байтуган, Ахмет Жанбек Хавжоко
Сидят (слева): Магомет Чукуа, Магомет-Гирей Сунш, польский сенатор Станислав Седлецкий, полковник Багаудин Хурш, Ибрагим Чулик

В 1935 году участвовал в конференции сторонников Кавказской конфедерации в качестве одного из делегатов от Северного Кавказа в Париже. Зимой 1935 года при Восточном Институте в Варшаве была образована специальная комиссия, ставившая целью разработку унифицированного алфавита для языков северокавказских народов и создание единого языка для всех северокавказских народов. В состав комиссии вошли сенатор Станислав Седлецкий, ряд польских профессоров и представители кавказских иммигрантов, одним из которых был Багаеддин Хурш.

<small>Хурш с эмигрантами у могилы Арифа Керими, секретаря Идиль-Уральского комитета независимости в Варшаве</small>
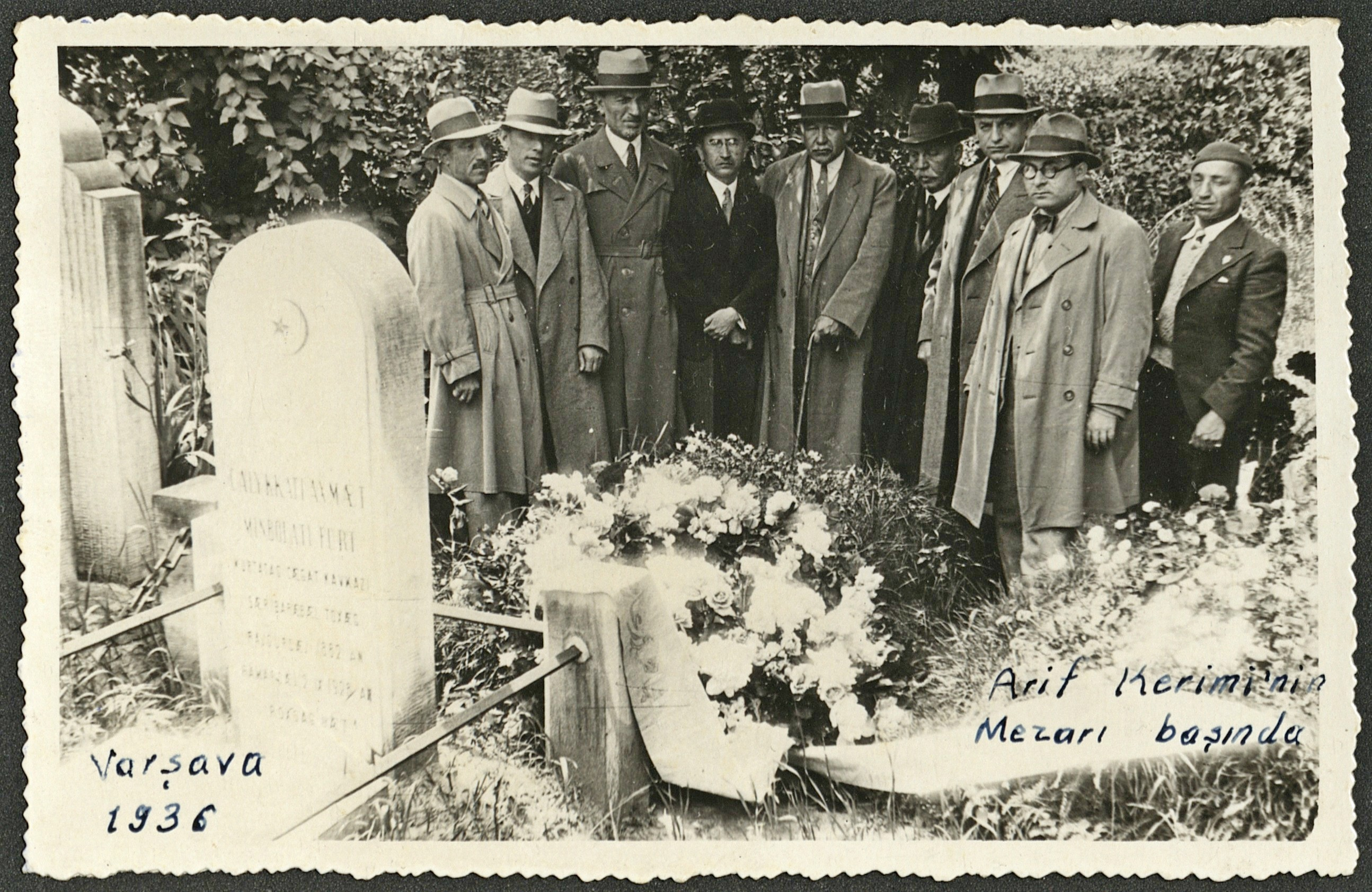
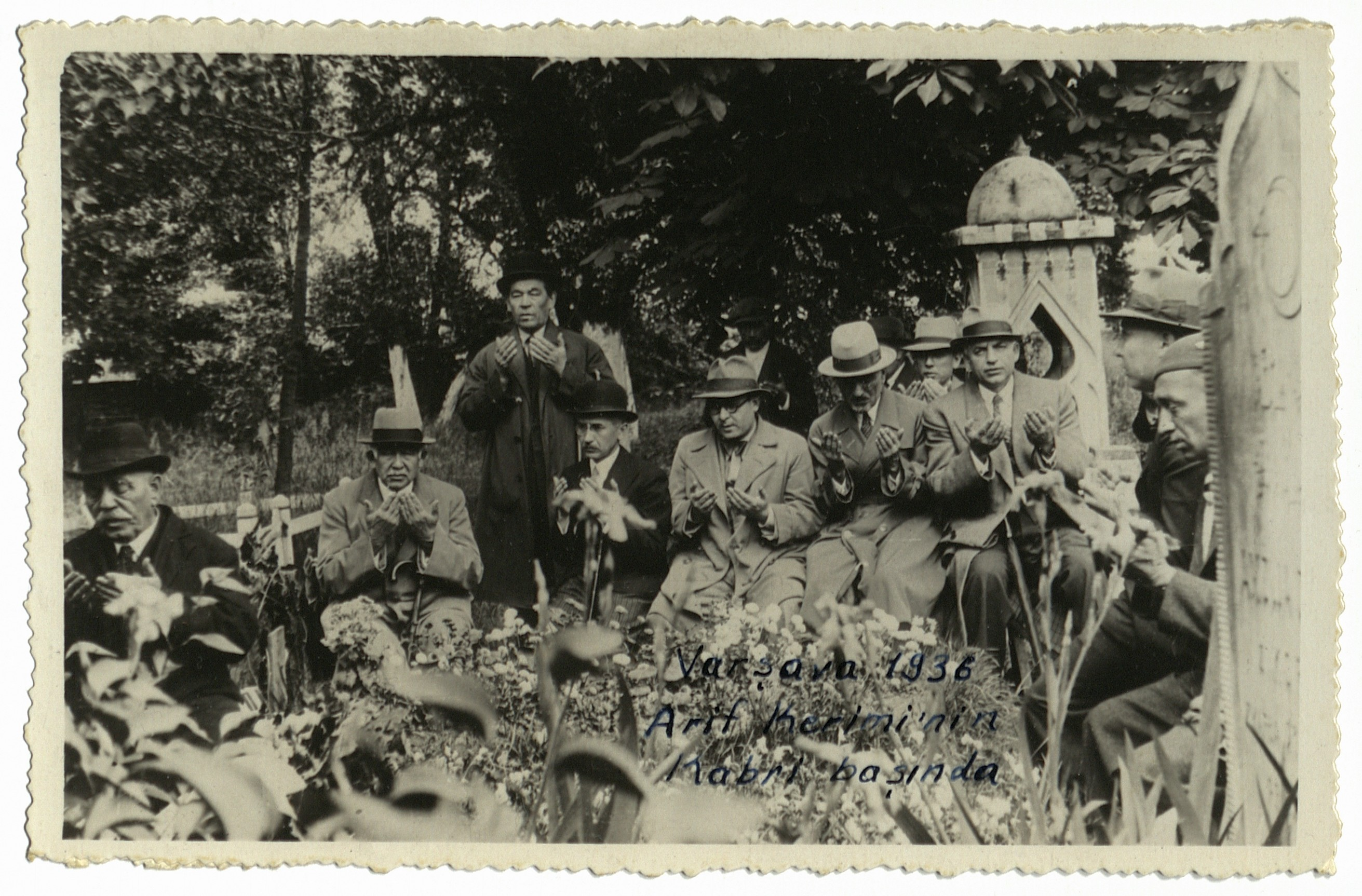

Участвовал в обороне Польши от нацистской Германии. В сентябре 1939 году находился на посту заместителя командира Мазовецкой кавалерийской бригады. Будучи в Варшаве, попал под бомбардировку. 25 сентября в боях под городом Суховоля получил тяжёлое ранение в ногу, долгое время после этого находился в госпитале на лечении. Сначала попал в советский плен в Старобельский лагерь, затем переведён в один из немецких лагерей. Знакомый Хурша эмигрант Асламбек через Восточное министерство Германии сумел забрать его из заключения, устроив на работу в Северокавказский комитет под руководством Ахмед-наби Магомедова. Одновременно с этим Хурш вызволял кавказских красноармейцев из немецкого плена, спасая от смерти, устроил побег своему дяде Абдулле Шейхову — советскому танкисту. В годы войны Багаудин успел нелегально побывать в Дагестане. Выбрался в Италию, где базировался польский военный штаб, возглавляемый генералом Вишневским. Принимал участие в деятельности Армии Крайовой.
По косвенным данным, с польскими отрядами добрался до Сирии, участвовал в боях в Египте в составе Вспомогательного корпуса английской армии. Скончался в египетской больнице 26 сентября 1946 года от туберкулёза. Похоронен на польском военном кладбище в Эль-Кантара. Могильная эпитафия: «Офицер резерва Войска Польского полковник Багаутдин Эмир Хасан Хурш. 52 года». По словам историка Майрбека Вачагаева, «Хурша до сих пор хорошо помнят в Польше как героя».

## Семья
В ходе попыток советских спецслужб выяснить местонахождение Багаудина, его родственники были либо расстреляны НКВД, либо репрессированы другим образом. У Багаудина было два младших брата-близнеца — Ахмед, который был советским политическим деятелем, и Магомед, известный как советский дагестанский писатель и драматург. Обоих братьев большевики репрессировали и отпустили только после отречения от Багаудина. Ахмед покончил жизнь самоубийством.
Незадолго до выезда из Дагестана Багаудин женился на Зумрут, сестре Тату Булач, у них родилась дочь, обеих он вывез из СССР в 1930-е годы. Первая жена скончалась в Польше. Второй раз женился на русской эмигрантке Янине. Сына Хурш назвал Ахмед.

## Творчество
Багаудин Хурш известен как военный историк, издавал труды в 1930-40-х годах в Германии и Польше. Был близко знаком с Абдурахманом Авторхановым. Публиковался в журналах «Горцы Кавказа» и «Северный Кавказ», подписывался как «Полковник Генерального штаба» или «Эмир Хассан» — второй псевдоним происходит от имени его родоначальника. В 1938 году в Праге выпустил военно-историческое исследование «Ахульго», книга была написана на русском и переведена на польский, в 1996 году русский текст издан в Махачкале. Перед началом Второй мировой войны отдал на издание книгу «Дагестан и Чечня в 1840—1843 годах», которая должна была стать вторым томом из пяти, которые Хурш собирался посвятить истории имама Шамиля. В военные годы писал статьи для печатного издания «Комитета Освобождения Народов России». Там были опубликованы его основные работы: «Оборона Салты», «Оборона Гергебиля», «Военная операция в Дагестане в 1843 году».
Высокую оценку работам Хурша дал писатель и публицист дагестанской диаспоры Турции Кадиржан Кафлы, по его словам, Багаудин — автор «замечательных этюдов о военной истории Северного Кавказа. Его статьи и произведения на русском и польском языках об освободительной войне Кавказа являются прекрасными образцами, написанными на эту тему с точки зрения военного стратега».
Статья «Оборона Салты» была включена в книгу «Военная история аварцев», изданную в 2015 году в Махачкале. «Военная операция в Дагестане в 1843 году» была опубликована дагестанским историком Муртазали Дугричиловым в серии «Сказания о Дагестане».

## Награды
В ходе Первой мировой войны в составе 16-го драгунского полка Багаудин получил следующие награды:
- Орден Святой Анны IV-й степени с надписью «За храбрость» (15 апреля 1915)
- Орден Святого Равноапостольного Князя Владимира IV-й степени с мечами и бантом (24 июня 1915)
- Орден Святого Станислава III-й степени с мечами и бантом (25 августа 1915)
- Орден Святой Анны III-й степени с мечами и бантом (3 декабря 1916)
- Орден Святого Станислава II-й степени с мечами (18 декабря 1916)
- Георгиевский крест и золотую шашку[9].

В польской армии 25 мая 1939 года получил награду «Золотой Крест Заслуги».